# Câble rayonnant
Pour les articles homonymes, voir câble.

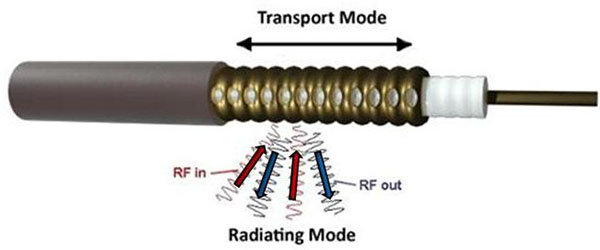
Dessin d'un câble rayonnant.

Un câble rayonnant est un dispositif permettant d'émettre et de recevoir des ondes radios dans un tunnel, afin de pallier la mauvaise propagation des ondes venant de l'extérieur dans le tunnel.
Un câble rayonnant est un câble coaxial dans lequel on a percé des trous à intervalles réguliers. Il peut servir à propager les ondes de la radio FM ou d'un réseau mobile GSM.